# Xones
Els xones són un grup ètnic bantu de Zimbabwe i alguns països veïns. La major part d'ells són dividits en cinc grans clans i al costat d'alguns pobles de cultures i llengües molt similars. Per tant, hi ha diverses interpretacions d'a qui subsumir als xones adequadament i quins només de la família xona.

## Classificació regional
El poble xona es divideix en xones occidentals (makalanga) i xones orientals. Els orígens dels xones provenen del' Imperi Rozwi (Moyo Ndizvo). Ethnologue pren nota que la llengua dels xones occidental és mútuament intel·ligible amb els principals dialectes dels xones orientals, però els compte per separat.
- Membres segurs (10.7 milions):[2]

- - Karanga o xona meridionals
    - Duma
    - Jena
    - Mhari (Mari)
    - Ngova
    - Nyubi
    - Govera

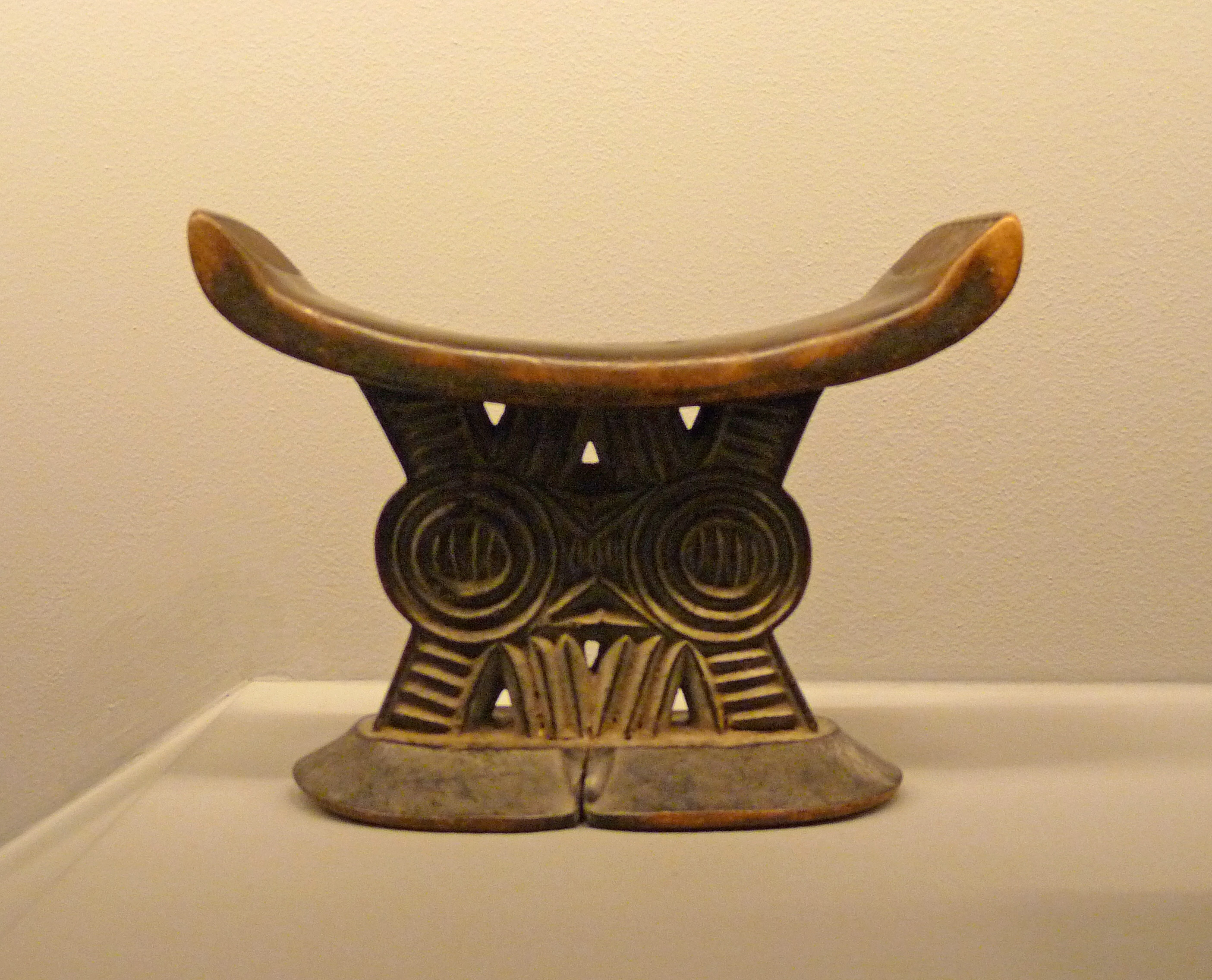
Reposacaps amb motius circulars

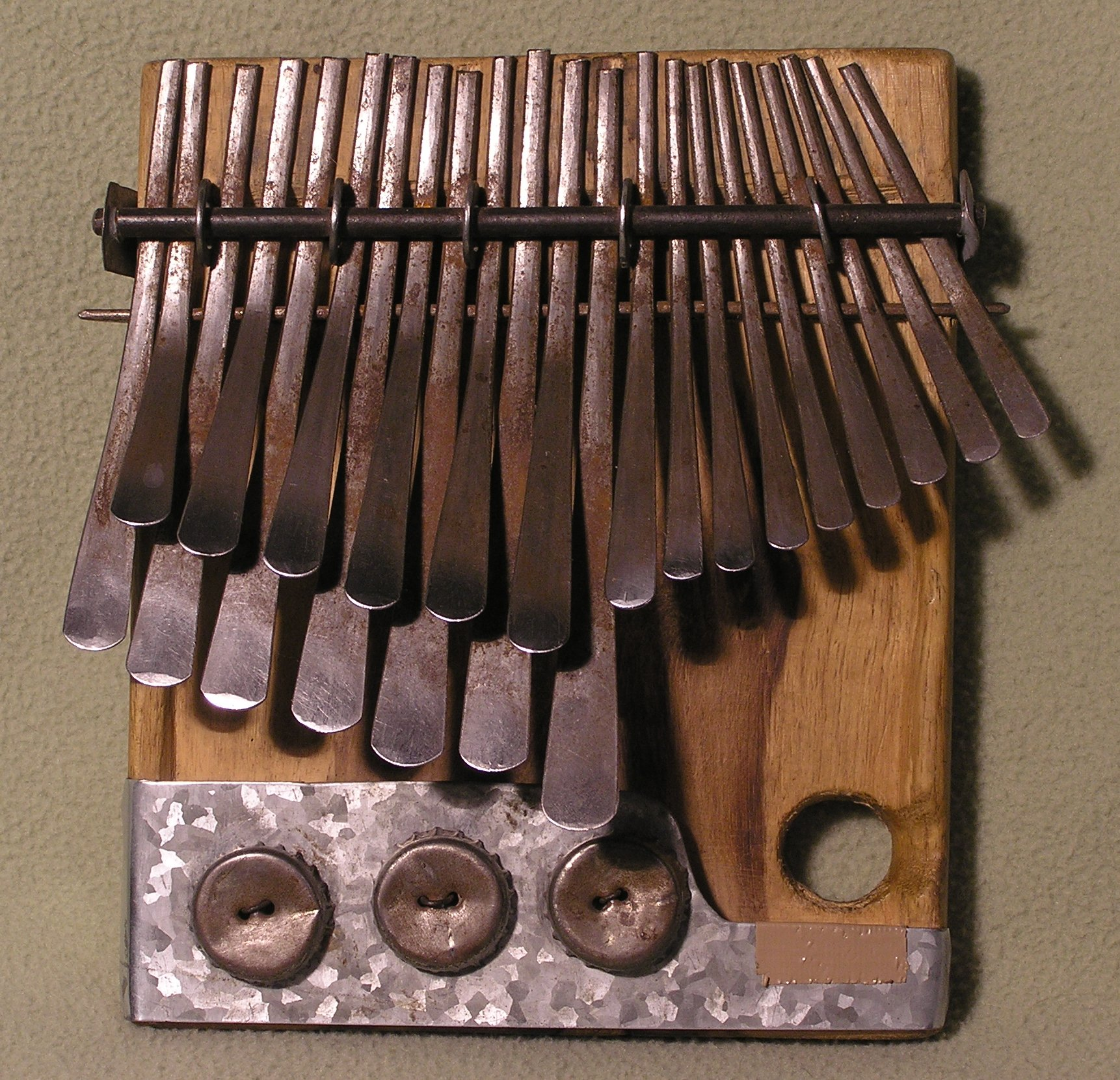
Un mbira dzavadzimu, instrument

  - Rozvi, comparteixen el dialecte Karanga (4.5 milions de parlants)
  - Zezuru o Xona Central (3.2 milions, 11,000 d'ells a Botswana)
    - Budya
    - Gova
    - Tande
    - Tavara
    - Nyongwe
    - Pfunde
    - Shan Gwe

  - Korekore o xona septentrional (1.7 milions)
    - Shawasha
    - Gova
    - Mbire
    - Tsunga
    - Kachikwakwa
    - Harava
    - Nohwe
    - Njanja
    - Nobvu
    - Kwazwimba (Zimba)

  - Xona de l'estret (1.3 milions)
    - Toko
    - Hwesa
- Membres o parents propers: 
  - Manyika[4] a Zimbabwe (861,000) i Moçambic (173,000). Al diccionari bàsic xona de Desmond Dale's també s'hi inclou un vocabulari del dialecte Manyika.[5]
  - Kalanga (Western Shona),[6] al sud-oest de Zimbabwe, més integrats a la cultura nguni, per tant tenen poca identificació amb els altres xona (700,000) i Botswana (150,000):
    - Dhalaunda/Batalaote (a Madzilogwe, Mazhoubgwe i Zhozhobgwe)
    - Lilima (BaWombe; Bayela - al districte central amb Baperi)
    - Baperi (viuen junt amb els BaLilima)

  - Banyai, pronunciat Nambya[7] a Zimbabwe (90,000) i Botswana (15,000), a vegades inclosos en els xona occidentals
  - Ndau[8] a Moçambic (1,580,000) i Zimbabwe (800,000). La seva llengua és només parcialment intel·ligible amb els principals dialectes xona i compta amb alguns sons de clic que no es produeixen en ChiShona estàndard.

## Llengua i identitat
Quan es va inventar el terme xona durant la mfecane a la fi del segle xix, possiblement pel rei Ndebele Mzilikazi, era un terme pejoratiu per als no nguni. D'una banda, s'afirma que no existia la consciència d'una identitat comuna entre les tribus i els pobles que formen els actuals xona. D'altra banda, els xona de l'altiplà de Zimbabwe sempre tenien en comú una memòria viva dels antics regnes, sovint s'identifiquen amb l'estat Monomotapa. Els termes "Karanga"/"Kalanga"/"Kalaka", ara noms dels grups especials, semblen haver estat utilitzats per a tots els xones abans de la mfecane.
Els grups dialectals són importants en xona encara que existeixen grans similituds entre els dialectes. Encara que el xona "estàndard" es parla a tot Zimbabwe, els dialectes no només ajuden a identificar de quina ciutat o poble és una persona (per exemple, un manyika estaria a partir de l'est de Zimbabwe, per exemple, a ciutats com Mutare), sinó també el grup ètnic a la qual pertany. Cada dialecte xona és específic per a un determinat grup ètnic, és a dir, si es parla el dialecte manyika, són del grup o tribu Manyika i observen certs costums i normes específiques per al seu grup. Per tant, si un és Zezuru, parla el dialecte Zezuru i observar aquells costums i creences que els són propis.
En 1931, durant el procés de tractar de conciliar els dialectes en l'únic estàndard xona, el professor Climent Doke identificava sis grups, cadascun amb subdivisions: 
1. Els Korekore o xona septentrional, inclosos Taυara, Shangwe, Korekore, Goυa, Budya, Korekore d'Urungwe, Korekore de Sipolilo, Tande, Nyongwe de "Darwin", Pfungwe de Mrewa;
2. El grup Zezuru, inclou Shawasha, Haraυa, un altre Goυa, Nohwe, Hera, Njanja, Mbire, Nobvu, Vakwachikwakwa, Vakwazvimba, Tsunga;
3. El grup Karanga, inclosos Duma, Jena, Mari, Goυera, Nogoυa, Nyubi;
4. El grup Manyika, inclosos Hungwe, els propis Manyika, Teυe, Unyama, Karombe, Nyamuka, Bunji, Domba, Nyatwe, Guta, Bvumba, Here, Jindwi, Boca;
5. El grup Ndau (principalment a Moçambic), inclosos els mateixos Ndau, Tonga, Garwe, Danda, Shanga;
6. El grup Kalanga, inclosos Nyai, Nambzya, Rozvi, Kalanga, Talahundra, Lilima o Humbe, i Peri.

Les diferències anteriors en dialectes es van desenvolupar durant la dispersió de les tribus arreu del país durant un llarg temps. L'afluència d'immigrants al país des de les regions limítrofes, ha contribuït òbviament a la varietat.

## Cultura xona

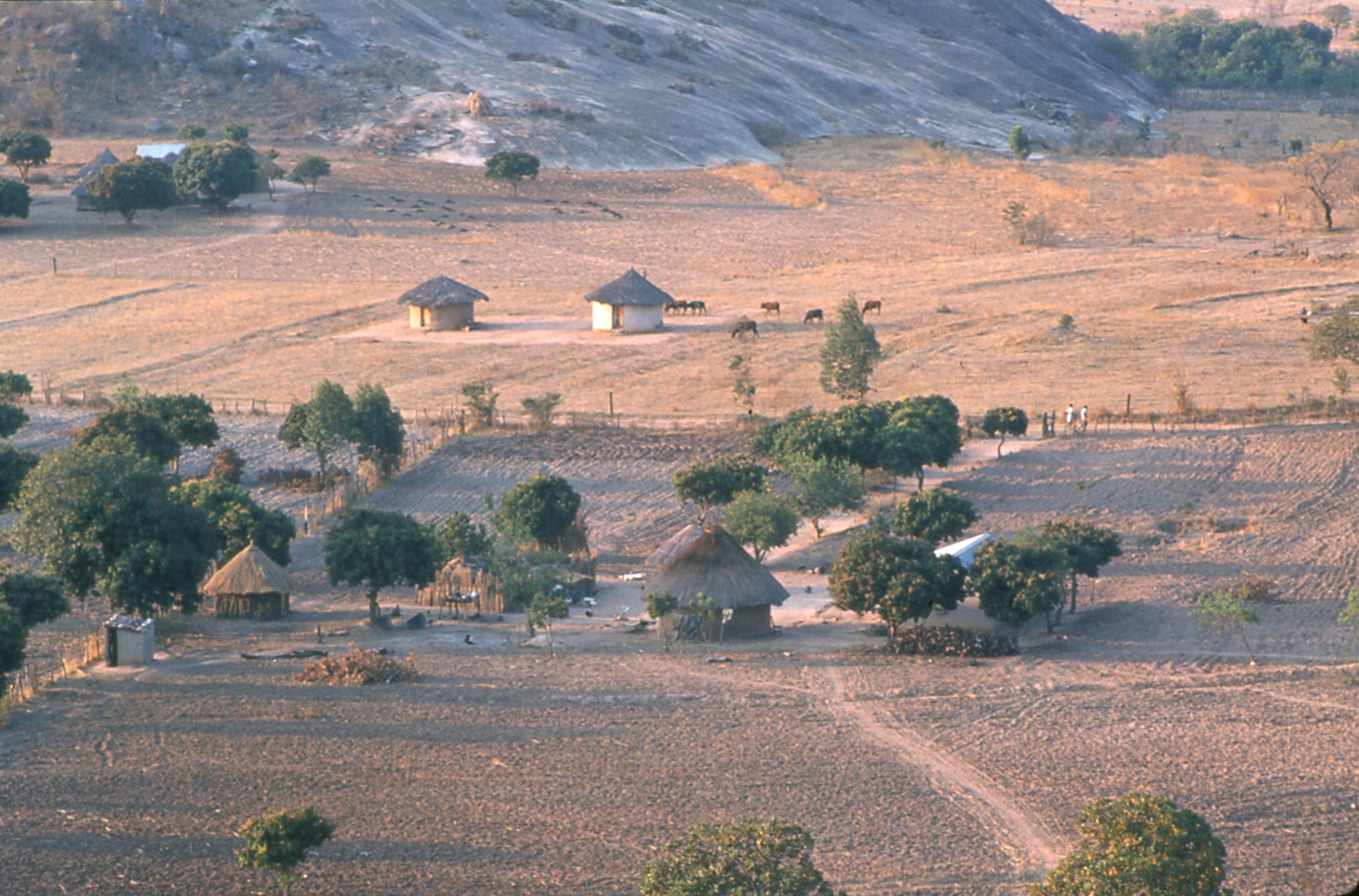
Granges xona vora Murewa, Zimbabwe

Hi ha més de deu milions de persones que parlen una varietat de dialectes relacionats la forma estandarditzada dels quals és també coneguda com a xona (bantú). La majoria dels investigadors apunten als avantpassats dels xona com els creadors de Gran Zimbabwe, l'estructura de pedra pre-europea més gran d'Àfrica al sud de l'equador.

### Subsistència
El Shona són tradicionalment agrícola. Els seus cultius eren el sorgo (en l'edat moderna substituït per blat de moro), nyam, fesols, plàtans (des de mitjans del primer mil·lenni), cacauet africà i, no abans del segle xvi, carbasses. El sorgo i el blat de moro s'utilitzen per preparar el plat principal, unes farinetes engrossides anomenades sadza, i la cervesa tradicional, anomenada hwahwa. El xones també es dediquen a la ramaderia de bestiar i cabres, històricament en part com a pastors transhumants. El ramat tenia una especial importància com a reserva d'aliments en temps de sequera.
Ja els estats precolonials xones van rebre una gran quantitat dels seus ingressos amb l'exportació de productes miners, especialment l'or i el coure.

### Habitatge
En les seves cases tradicionals, anomenades musha, tenien (i tenen) cabanes rodones separades per a funcions especials, com ara cuina i descans al voltant d'un pati desproveït de la vegetació del sòl.

### Arts i artesanies
Els xones són coneguts per l'alta qualitat de les seves escultures de pedra. També la ceràmica tradicional és d'un alt nivell. La producció tèxtil tradicional era cara i d'alta qualitat. La gent prefereix portar pells o teixits importats.
La música tradicional xona, en contrast amb la tradició europea però incrustada en altres tradicions africanes, tendeix a melodies constants i ritmes variables. L'instrument més important, a més dels tambors, és el mbira. El cant també és important i les famílies s'agrupaen per cantar cançons tradicionals.

## Història

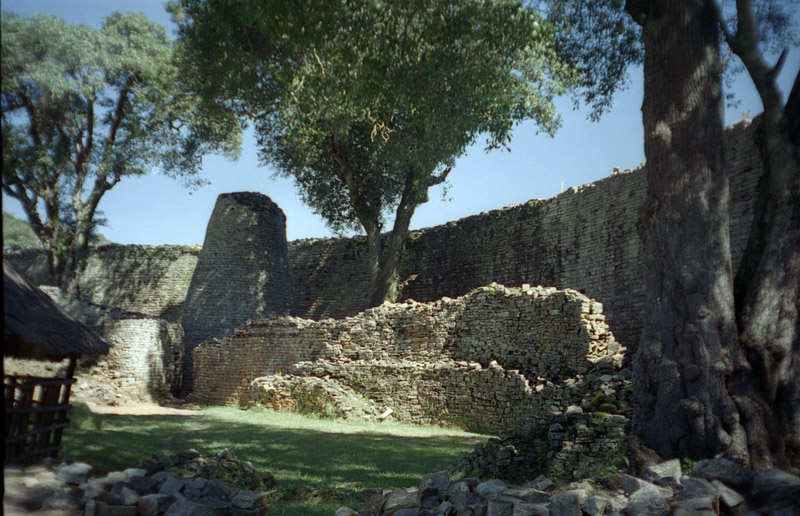
Gran Zimbabwe

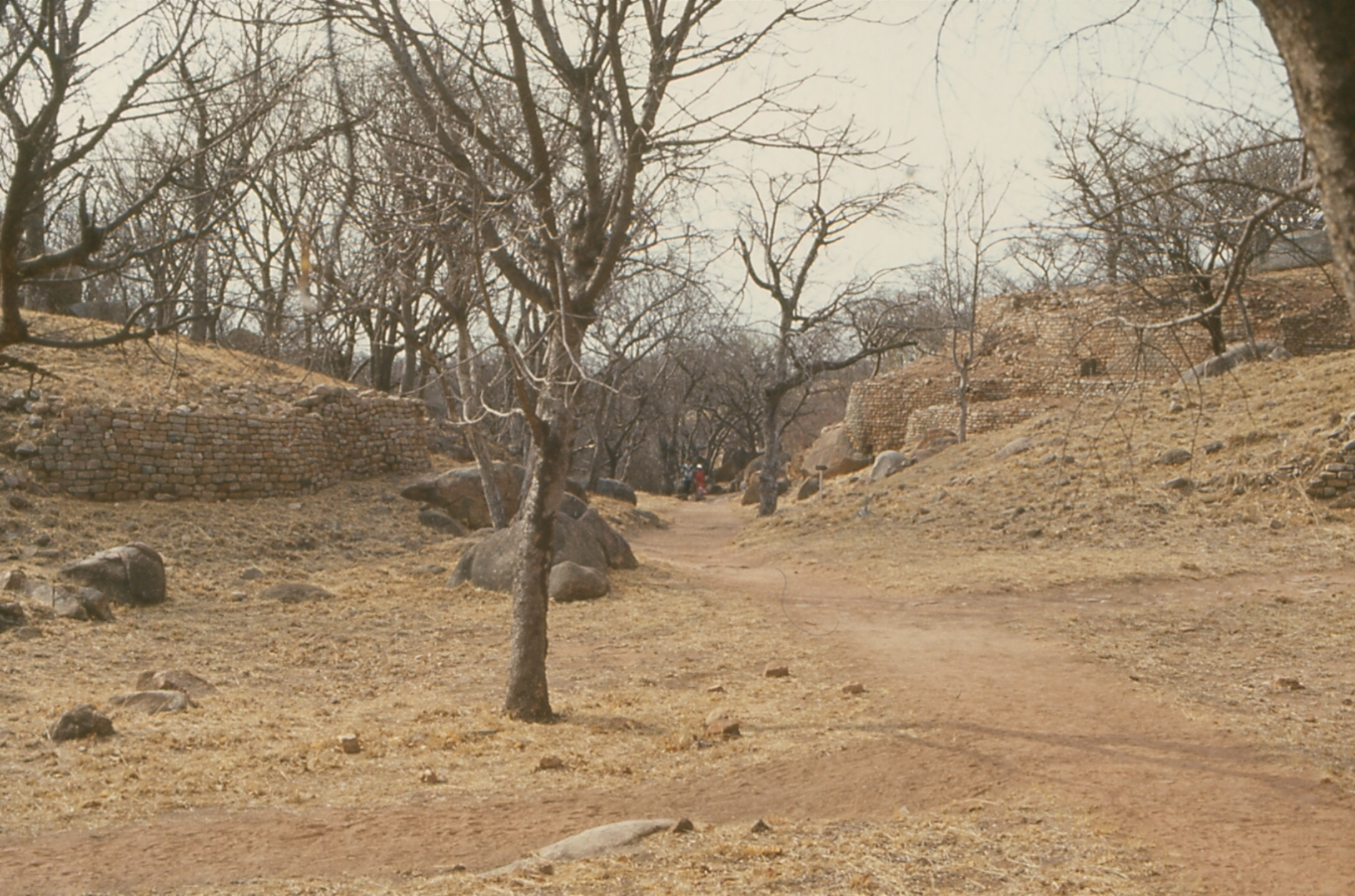
Khami vora Bulawayo

El terme xona és tant recent com de la dècada de 1920.

### Regnes
Els Kalanga i/o Karanga tenien, des del segle xi, imperis i estats creats en l'altiplà de Zimbabwe. Aquests estats inclouen el Gran Zimbabwe (segle XII-XVI), l'estat Torwa i el Munhumutapa, que van succeir al Gran Zimbabwe, així com l'estat Rozwi, que va succeir a l'estat Torwa, i amb l'estat Mutapa del segle xix.
Less principals dinasties van ser els Rozwi del tòtem Moyo (cor), les dinasties Elefant (de l'estat Mutapa), i Hungwe (peix àguila) que governaren des de Gran Zimbabwe. Els kalanga que parlen tjikalanga potser estan relacionats amb els karanga a través d'un ancestre comú. Alguns grups xones no estan molt familiaritzats amb l'existència del kalanaga d'aquí que sovint no es reconeixen com xona actualment. Aquests grups tenien un sistema de successió adèlfica (el germà succeeix al germà) i això després de molt temps van causar una sèrie de guerres civils que en el segle xvi van ser aprofitades pels portuguesos. Sota el rei hi havia una sèrie de caps que tenien per dessota subcaps i capitosts.

### Decadència
Els regnes van ser destruïts pels nous grups que es movien a l'altiplà. Els ndebele van destruir l'estat Rozwi de Chaangamire en la dècada de 1830, i els portuguesos lentament erosionaren l'Estat Mutapa, que s'havia estès a la costa de Moçambic després de l'èxit de l'estat en la provisió d'exportacions valuoses pels suahilis, comerciants asiàtics orientals i àrabs, especialment en la mineria d'or, coneguts pels miners pre-colonització com a kuchera dyutswa. Els britànics van destruir el poder tradicional en 1890 i van colonitzar l'altiplà de Rhodèsia. A Moçambic, el govern colonial portuguès va lluitar contra els romanents de l'estat Mutapa fins a 1902.

## Creences

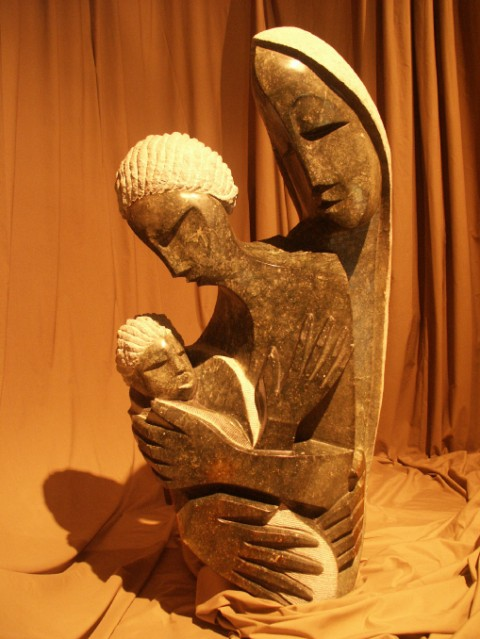
Escultura xona

En l'actualitat, entre el 60% i el 80% dels xones són  cristians. A més d'això, les creences tradicionals són molt vives entre ells. Per tant, alguns consideren que el cristianisme ha baixat al 25%. La majoria de les característiques importants són el culte als ancestres (terme inadequat per alguns autors) i totemisme.

### Ancestres
Segons la tradició xona, després de la vida no passen a un altre món com el cel i infern cristians, sinó com una altra forma d'existència en el món aquí i ara. L'actitud xona cap als avantpassats morts és molt similar a la dels pares i avis que viuen.
No obstant això, hi ha un famós ritual per posar-se en contacte amb els avantpassats morts. Es diu cerimònia de Bira i, sovint dura tota una nit.

### Tòtems
A Zimbabwe els tòtems (mitupo) han estat usats entre els xona des del desenvolupament inicial de la seva cultura. Els tòtems identifiquen els diferents clans xona que històricament formaren les dinasties de la seva antiga civilització. Avui en dia hom pot identificar fins a 25 tòtems diferents entre els xona, i hi ha tòtems similars entre d'altres grups de Sud-àfrica, com els zulus, els Ndebele, i els herero.
La gent d'un mateix clan utilitza un conjunt comú de tòtems. Els tòtems són en general animals i parts del cos. Exemples d'animals tòtems són Shiri/Hungwe (Peix àguila), Mhofu/Mhofu Yemukono/Musiyamwa (antílop), Mbizi/Tembo (Zebra), Shumba (lleó), Mbeva/Hwesa/Katerere (ratolí), Soko (mico), Nzou (elefant), Ngwena (cocodril), i Dziva (Hipopòtam). Exemples de parts del cos són Gumbo (cama), Moyo (cor), i Bepe (pulmó). Aquestes es desglossen en noms relacionats amb el gènere. Per exemple, el grup zebra es trencaria en Madhuve per a les dones i Dhuve o Mazvimbakupa per als homes. Les persones del mateix tòtem són descendents d'un ancestre comú (el fundador d'aquest tòtem) i, per tant, no se'ls permet casar-se o tenir una relació íntima. Els tòtems creuen les agrupacions regionals i, per tant, proporcionen una paret per al desenvolupament d'etnicisme entre els grups xona.
Els caps xona estan obligats a ser capaços de recitar la història del seu grup tòtem des del fundador inicial abans que puguin ser juramentats com a caps.

#### Òrfens
El sistema de tòtem és un greu problema per a molts orfes, especialment per als nadons abandonats. La gent té por de ser castigada pels fantasmes si violen les regles relacionades amb el tòtem desconegut d'un nen abandonat. Per tant, és molt difícil trobar pares adoptius per a aquests nens. I si els nens abandonats han crescut, tenen problemes per casar-se.

#### Enterraments
La identificació per tòtem té ramificacions molt importants en les cerimònies tradicionals com la cerimònia de l'enterrament. Una persona amb un tòtem diferent no pot iniciar l'enterrament dels difunts. Una persona del mateix tòtem, fins i tot quan procedeixen d'una tribu diferent, pot iniciar l'enterrament dels difunts. Per exemple, un ndebele del tòtem Mpofu pot iniciar l'enterrament d'un xona del tòtem Mhofu i és perfectament acceptable en la tradició xona. No obstant això, un xona d'un tòtem diferent no pot realitzar les funcions rituals requerides per iniciar l'enterrament dels difunts.
Si algú inicia l'enterrament d'una persona d'un tòtem diferent, corre el risc de ser obligat a pagar una multa a la família del mort. Aquestes multes tradicionalment eren pagades amb bestiar o cabres, però avui en dia se'ls pot demanar quantitats substancials de diners. Si enterren els seus familiars morts, tornarien en algun moment per netejar la làpida.